# Mistrovství České republiky mužů a žen v judu
Mistrovství ČR mužů a žen v judu

## Vítězové ve váhových kategoriích
| rok  | místo    | váhové kategorie         | váhové kategorie           | váhové kategorie       | váhové kategorie        | váhové kategorie       | váhové kategorie       | váhové kategorie     |
| rok  | místo    | superlehká               | pololehká                  | lehká                  | polostřední             | střední                | polotěžká              | těžká                |
| ---- | -------- | ------------------------ | -------------------------- | ---------------------- | ----------------------- | ---------------------- | ---------------------- | -------------------- |
| 1993 | ?        | J. Kašuba (Sokol HK)     | M. Jošt (SKP HK)           | J. Věnsek (SKP HK)     | P. Babjak (USK)         | R. Kyzivát (Jičín)     | R. Karger (USK)        | V. Kocman (ČB)       |
| 1994 | ?        | R. Nováček (SKP HK)      | L. Bura (USK)              | J. Věnsek (SKP HK)     | P. Babjak (USK)         | R. Chynoranský (Jičín) | P. Rejchrt (USK)       | J. Kölbl (USK)       |
| 1995 | ?        | R. Nováček (SKP HK)      | M. Jošt (SKP HK)           | J. Věnsek (SKP HK)     | P. Babjak (USK)         | R. Karger (USK)        | M. Letošník (Jičín)    | J. Sosna (SKP P)     |
| 1996 | ?        | R. Nováček (SKP HK)      | L. Bura (USK)              | R. Šimsa (USK)         | M. Saksa (SKP HK)       | P. Lacina (USK)        | P. Jákl ml. (USK)      | J. Kölbl (USK)       |
| 1997 | ?        | R. Nováček (SKP HK)      | M. Hubinka (USK)           | J. Věnsek (SKP HK)     | M. Motlíček (USK)       | F. Zafouk (USK)        | P. Babjak (USK)        | J. Kölbl (USK)       |
| 1998 | ?        | L. Švec I (USK)          | M. Jošt (SKP HK)           | J. Věnsek (SKP HK)     | J. Pešek (Prachatice)   | F. Čapek (USK)         | P. Jákl ml. (USK)      | J. Brožek (Jablonec) |
| 1999 | Praha    | L. Švec I (Dukla)        | R. Vaňous (USK)            | R. Šimsa (USK)         | J. Švec (USK)           | M. Motlíček (USK)      | F. Zafouk (USK)        | P. Jákl ml. (USK)    |
| 2000 | Jičín    | L. Švec I (USK)          | P. Sunkovský (SKP HK)      | R. Šimsa (USK)         | J. Švec (USK)           | L. Hrubý (USK)         | T. Kobza (USK)         | J. Kölbl (Mělník)    |
| 2001 | Praha    | L. Švec I (USK)          | J. Vaněk (USK)             | T. Mužík (PSK HK)      | J. Pokorný (Litoměřice) | L. Hrubý (USK)         | J. Puš (Prachatice)    | J. Kölbl (Mělník)    |
| 2002 | Praha    | L. Švec I (USK)          | T. Veselý (USK)            | M. Moravík (SKP HK)    | J. Švec (USK)           | L. Blízek (Litoměřice) | T. Kobza (USK)         | J. Kölbl (Mělník)    |
| 2003 | Ostrava  | L. Švec I (USK)          | J. Vaněk (USK)             | M. Moravík (SKP HK)    | J. Švec (USK)           | L. Hrubý (USK)         | T. Kobza (USK)         | D. Leško (Sokol HK)  |
| 2004 | Ostrava  | D. Dubský (USK)          | J. Vaněk (USK)             | T. Veselý (USK)        | D. Koza (Baník)         | J. Šanda (Milovice)    | T. Kobza (USK)         | J. Hasil (Kostice)   |
| 2005 | Praha    | L. Švec I (USK)          | J. Vaněk (USK)             | O. Kmec (Brno)         | J. Pokorný (Litoměřice) | J. Švec (USK)          | Z. Trávníček (Brno)    | R. Vojkůvka (Brno)   |
| 2006 | Liberec  | V. Sedmidubský (USK)     | D. Dubský (USK)            | F. Dubský (USK)        | J. Pokorný (Sokol HK)   | J. Švec (Liberec)      | T. Kobza (USK)         | D. Leško (Sokol HK)  |
| 2007 | Liberec  | T. Funfálek (Plzeň)      | D. Dubský (USK)            | J. Ježek (Sokol PV)    | J. Pokorný (Sokol HK)   | L. Rak (MP Ostrava)    | J. Šanda (USK)         | T. Kobza (USK)       |
| 2008 | Liberec  | P. Petřikov ml. (PSK HK) | D. Dubský (USK)            | J. Ježek (Sokol PV)    | T. Mužík (PSK HK)       | L. Rak (MP Ostrava)    | L. Krpálek (USK)       | T. Kobza (USK)       |
| 2009 | Teplice  | P. Petřikov ml. (PSK HK) | J. Stalmacher (Litoměřice) | J. Vaněk (USK)         | J. Musil (Sokol PV)     | M. Horák (USK)         | L. Krpálek (USK)       | T. Kobza (USK)       |
| 2010 | Jičín    | T. Vaníček (Jičín)       | D. Dubský (USK)            | V. Sedmidubský (USK)   | J. Musil (Sokol PV)     | M. Krpálek (USK)       | L. Krpálek (USK)       | T. Kobza (USK)       |
| 2011 | Jičín    | P. Petřikov ml. (PSK HK) | D. Dubský (USK)            | J. Ježek (Sokol PV)    | J. Musil (Sokol PV)     | M. Krpálek (USK)       | J. Drahoš (Prachatice) | L. Krpálek (USK)     |
| 2012 | Jablonec | P. Petřikov ml. (PSK HK) | J. Ječmínek (USK)          | V. Sedmidubský (USK)   | J. Musil (Sokol PV)     | A. Jurečka (Havířov)   | M. Horák (USK)         | L. Krpálek (USK)     |
| 2013 | Teplice  | J. Jeništa (Kladno)      | K. Musil (Sokol PV)        | M. Jirouš (Litoměřice) | J. Musil (Sokol PV)     | T. Knápek (USK)        | M. Horák (USK)         | L. Krpálek (USK)     |
| 2014 | Jičín    | D. Pulkrábek (Žďár)      | M. Černý (Nový Bydžov)     | V. Sedmidubský (USK)   | J. Musil (Sokol PV)     | D. Klammert (Olomouc)  | L. Švec II (USK)       | M. Horák (USK)       |
| 2015 | Teplice  | D. Pulkrábek (Žďár)      | J. Zavadil (Sokol PV)      | V. Sedmidubský (USK)   | J. Musil (Sokol PV)     | J. Ježek (Sokol PV)    | T. Knápek (USK)        | M. Horák (USK)       |
| 2016 | Jablonec | T. Binhák (Liberec)      | L. Selecký (Baník)         | V. Sedmidubský (USK)   | J. Musil (Sokol PV)     | J. Turek (USK)         | D. Klammert (Olomouc)  | J. Pinta (Sokol PV)  |
| 2017 | Hranice  | D. Pulkrábek (Žďár)      | V. Kovář (SPK Zlín)        | V. Sedmidubský (USK)   | J. Musil (Sokol PV)     | J. Turek (USK)         | D. Klammert (Olomouc)  | M. Horák (USK)       |
| 2018 | Jičín    | T. Beran (Hranice)       | D. Vopat (Chomutov)        | T. Binhák (Liberec)    | I. Petr (SKKP Brno)     | J. Turek (USK)         | R. Knápek (USK)        | M. Horák (USK)       |
| 2019 | Jablonec | R. Rýpar (Závišice)      | V. Kovář (SPK Zlín)        | R. Musil (Sokol PV)    | J. Musil (Sokol PV)     | J. Turek (USK)         | D. Klammert (Olomouc)  | J. Pinta (Sokol PV)  |

### Statistika (6 a více titulů)
| p  | jméno              | počet | od   | do   | váha                      | klub                  |
| -- | ------------------ | ----- | ---- | ---- | ------------------------- | --------------------- |
| 1. | Jaromír Musil      | 10    | 2009 | 2019 | polostřední               | Sokol Praha-Vršovice  |
| 2. | Tomáš Kobza        | 9     | 2000 | 2010 | polotěžká, těžká          | USK Praha             |
| 3. | Libor Švec I       | 7     | 1998 | 2005 | superlehká                | USK Praha             |
| 4. | Václav Sedmidubský | 7     | 2006 | 2017 | superlehká, lehká         | USK Praha             |
| 5. | Michal Horák       | 7     | 2009 | 2018 | střední, polotěžká, těžká | USK Praha             |
| 6. | Jiří Kölbl         | 6     | 1995 | 2006 | těžká                     | USK Praha, JC Mělník  |
| 7. | Jaroslav Švec      | 6     | 1999 | 2006 | polostřední, střední      | USK Praha, JC Liberec |
| 8. | David Dubský       | 6     | 2004 | 2011 | superlehká, pololehká     | USK Praha             |
| 9. | Lukáš Krpálek      | 6     | 2008 | 2013 | polotěžká, těžká          | USK Praha             |

## Vítězky ve váhových kategoriích
| rok  | místo    | váhové kategorie          | váhové kategorie              | váhové kategorie         | váhové kategorie        | váhové kategorie          | váhové kategorie         | váhové kategorie         |
| rok  | místo    | superlehká                | pololehká                     | lehká                    | polostřední             | střední                   | polotěžká                | těžká                    |
| ---- | -------- | ------------------------- | ----------------------------- | ------------------------ | ----------------------- | ------------------------- | ------------------------ | ------------------------ |
| 1993 | ?        | D. Rabasová (Karviná)     | J. Kotková (Sokol PV)         | M. Kavková (Litokan L)   | M. Vernerová (Sokol HK) | R. Groborzová (Baník)     | R. Šafaříková (Brno)     | M. Kotlínová (JWC Brno)  |
| 1994 | ?        | D. Dušánková (Meziměstí)  | J. Wojtowiczová (SKP HK)      | P. Pěchovičová (SKP HK)  | M. Vernerová (Sokol HK) | R. Štusáková (SKP HK)     | R. Groborzová (Baník)    | M. Kotlínová (JWC Brno)  |
| 1995 | ?        | E. Chládková (Jablonec)   | J. Wojtowiczová (SKP HK)      | P. Pěchovičová (SKP HK)  | P. Křupalová (SKP HK)   | R. Štusáková (SKP HK)     | R. Groborzová (Baník)    | L. Pilnáčková (Sokol HK) |
| 1996 | ?        | E. Chládková (Štola P)    | J. Wojtowiczová (SKP HK)      | P. Pěchovičová (SKP HK)  | A. Pažoutová (Sokol HK) | R. Štusáková (SKP HK)     | R. Groborzová (Sokol HK) | L. Pilnáčková (Sokol HK) |
| 1997 | ?        | V. Čistá (Sokol PV)       | L. Kozubková (SKP HK)         | P. Pěchovičová (SKP HK)  | M. Vernerová (Sokol HK) | M. Jiránková (Poběžovice) | J. Tomečková (Litokan L) | L. Pilnáčková (Sokol HK) |
| 1998 | ?        | V. Čistá (Sokol PV)       | Z. Gardavská (Holešov)        | P. Pěchovičová (SKP HK)  | R. Štusáková (SKP HK)   | P. Pröllová (MP Ostrava)  | D. Potužáková (Sokol PV) | L. Pilnáčková (Sokol HK) |
| 1999 | Praha    | J. Roháčová (NH Ostrava)  | L. Kozubková (SKP HK)         | M. Šoukalová (SKP HK)    | R. Štusáková (SKP HK)   | A. Pažoutová (Sokol HK)   | L. Nezvalová (Sokol PV)  | L. Pilnáčková (Sokol HK) |
| 2000 | Jičín    | J. Roháčová (NH Ostrava)  | R. Bláhová (Sokol PV)         | M. Vernerová (VŠSKU HK)  | D. Zdeňková (SKP HK)    | A. Pažoutová (Sokol HK)   | L. Pilnáčková (ČB)       | A. Patočková (Budo Brno) |
| 2001 | Praha    | D. Dušánková (Meziměstí)  | S. Swaczynová (Karviná)       | R. Bláhová (Sokol PV)    | D. Zdeňková (SKP HK)    | A. Pažoutová (Sokol HK)   | L. Nezvalová (Sokol PV)  | L. Pilnáčková (ČB)       |
| 2002 | Praha    | D. Dušánková (Meziměstí)  | L. Matějovská (Jičín)         | L. Kozubková (SKP HK)    | D. Zdeňková (SKP HK)    | A. Pažoutová (Sokol HK)   | P. Pröllová (Ostrava)    | A. Patočková (Budo Brno) |
| 2003 | Ostrava  | J. Roháčová (Sokol PV)    | S. Swaczynová (MP Ostrava)    | M. Šoukalová (Sokol PV)  | R. Bláhová (Sokol PV)   | P. Pröllová (Ostrava)     | A. Eiglová (PSK HK)      | A. Patočková (Budo Brno) |
| 2004 | Ostrava  | D. Dušánková (Broumov)    | L. Chytrá (Štola P)           | M. Šoukalová (Sokol PV)  | L. Krejčová (Teplice)   | A. Pokorná (Sokol HK)     | A. Eiglová (PSK HK)      | P. Pröllová (Ostrava)    |
| 2005 | Praha    | D. Dušánková (Broumov)    | L. Chytrá (Štola P)           | R. Bláhová (Sokol PV)    | L. Pilzová (Litoměřice) | A. Pokorná (Sokol HK)     | A. Eiglová (PSK HK)      | P. Pröllová (Ostrava)    |
| 2006 | Liberec  | D. Dušánková (Broumov)    | L. Chytrá (Štola P)           | L. Matějovská (NB)       | L. Krejčová (Sokol PV)  | R. Kvasničková (NB)       | P. Pröllová (Ostrava)    | L. Pilnáčková (ČB)       |
| 2007 | Liberec  | K. Šediváková (Sokol PV)  | L. Chytrá (Štola P)           | H. Kodešová (Litoměřice) | K. Coufalová (Sokol PV) | A. Pokorná (Sokol HK)     | P. Pröllová (Ostrava)    | B. Jestřebská (Hranice)  |
| 2008 | Liberec  | K. Šediváková (Sokol PV)  | L. Chytrá (Sokol PV)          | E. Koubková (JC HK)      | L. Krejčová (Sokol PV)  | A. Pokorná (Sokol HK)     | A. Eiglová (PSK HK)      | P. Pröllová (Ostrava)    |
| 2009 | Teplice  | —                         | L. Chytrá (Sokol PV)          | T. Patočková (Sokol PV)  | H. Kodešová (PSK HK)    | I. Bláhová (Mohelnice)    | A. Eiglová (PSK HK)      | N. Marešová (Chomutov)   |
| 2010 | Jičín    | —                         | L. Chytrá (Sokol PV)          | M. Neužilová (Sokol PV)  | K. Coufalová (Sokol PV) | L. Kubíková (Olomouc)     | A. Eiglová (PSK HK)      | J. Horáková (PSK HK)     |
| 2011 | Jičín    | —                         | J. Gerasimenko (Sokol PV)     | L. Kořínková (NB)        | H. Kodešová (PSK HK)    | L. Kubíková (Olomouc)     | A. Eiglová (PSK HK)      | —                        |
| 2012 | Jablonec | K. Rajnohová (JC HK)      | J. Gerasimenko (Sokol PV)     | L. Chytrá (Sokol PV)     | T. Patočková (Sokol PV) | G. Dohnalová (JC HK)      | A. Eiglová (PSK HK)      | J. Konečková (Tvrdonice) |
| 2013 | Teplice  | P. Pokorná (Jihlava)      | J. Gerasimenko (Sokol PV)     | L. Chytrá (Sokol PV)     | T. Patočková (Sokol PV) | E. Koubková (JC HK)       | K. Plevová (JC HK)       | J. Konečková (Tvrdonice) |
| 2014 | Jičín    | V. Čistá (Sokol PV)       | J. Gerasimenko (Sokol PV)     | E. de Gansová (USK)      | T. Patočková (Sokol PV) | E. Koubková (JC HK)       | K. Plevová (JC HK)       | J. Konečková (Tvrdonice) |
| 2015 | Teplice  | V. Čistá (Sokol PV)       | J. Gerasimenko (Sokol PV)     | L. Chytrá (Sokol PV)     | T. Patočková (Sokol PV) | E. Koubková (JC HK)       | A. Matějčková (Plzeň)    | J. Konečková (Tvrdonice) |
| 2016 | Jablonec | V. Čistá (Sokol PV)       | J. Gerasimenko (Sokol PV)     | R. Zachová (Olomouc)     | V. Zemanová (Teplice)   | T. Patočková (Sokol PV)   | N. Tihelková (Blansko)   | M. Paulusová (SKJ Týn)   |
| 2017 | Hranice  | —                         | L. Humpálová (CMJC Praha)     | L. Chytrá (Sokol PV)     | R. Zachová (Olomouc)    | T. Patočková (Sokol PV)   | N. Tihelková (Blansko)   | M. Paulusová (SKJ Týn)   |
| 2018 | Jičín    | Š. Koudelková (Yawara P.) | A. Holečková (Beroun)         | L. Chytrá (Sokol PV)     | R. Zachová (Olomouc)    | T. Šubčíková (Sokol PV)   | P. Hájková (Litoměřice)  | A. Matějčková (Plzeň)    |
| 2019 | Jablonec | —                         | M. Prusenovská (Uherský Brod) | L. Chytrá (Sokol PV)     | V. Zemanová (Teplice)   | R. Zachová (Olomouc)      | L. Musilová (ČB)         | M. Paulusová (Plzeň)     |

### Statistika (7 a více titulů)
| p  | jméno                        | počet | od   | do   | váha                        | klub                                      |
| -- | ---------------------------- | ----- | ---- | ---- | --------------------------- | ----------------------------------------- |
| 1. | Lucie Chytrá                 | 13    | 2004 | 2019 | pololehká, lehká            | SG Nad Štolou, Sokol Praha-Vršovice       |
| 2. | Andrea Pokorná (Pažoutová)   | 9     | 1996 | 2008 | polostřední, střední        | Sokol Hradec Králové                      |
| 3. | Pavla Pröllová               | 8     | 1998 | 2008 | střední, polotěžká, těžká   | Baník Ostrava                             |
| 4. | Alena Eiglová                | 8     | 2003 | 2012 | polotěžká                   | PSK Hradec Králové                        |
| 5. | Lucie Pilnáčová              | 8     | 1995 | 2006 | polotěžká, těžká            | Sokol Hradec Králové, SK České Budějovice |
| 6. | Tereza Šubčíková (Patočková) | 8     | 2009 | 2018 | lehká, polostřední, střední | Sokol Praha-Vršovice                      |

## Bez rozdílu vah
| 1993      | —              | —                     | —                     |
| 1994      | ?              | P. Jákl ml. (USK)     | —                     |
| 1995      | ?              | J. Sosna (SKP P)      | —                     |
| 1996      | ?              | P. Jákl ml. (USK)     | —                     |
| 1997–2003 | 1997–2003      | —                     | —                     |
| 2004      | Praha          | T. Kobza (USK)        | A. Eiglová (PSK HK)   |
| 2005      | Hradec Králové | D. Leško (Sokol HK)   | A. Pokorná (Sokol HK) |
| 2006      | Hradec Králové | J. Pokorný (Sokol HK) | A. Eiglová (PSK HK)   |
| 2007      | Hradec Králové | J. Pokorný (Sokol HK) | A. Eiglová (PSK HK)   |
| 2008      | Hradec Králové | T. Kobza (USK)        | A. Pokorná (Sokol HK) |